# Paulo Antonino Mascarenhas Roxo
Paulo Antonino Mascarenhas Roxo OPraem (* 12. Juni 1928 in São Geraldo, Minas Gerais; † 1. Juni 2022 in São Paulo) war ein brasilianischer Ordensgeistlicher und römisch-katholischer Bischof von Mogi das Cruzes.

## Leben
Paulo Antonino Mascarenhas Roxo trat der Ordensgemeinschaft der Prämonstratenser bei. Von 1947 bis 1949 studierte er Philosophie und Katholische Theologie am Studienhaus der Prämonstratenser in Jaú. Mascarenhas Roxo legte am 2. Februar 1952 die Profess ab und empfing am 20. August desselben Jahres in Pirapora do Bom Jesus durch den Weihbischof in São Paulo, Paulo Rolim Loureiro, das Sakrament der Priesterweihe. Anschließend wurde er für weiterführende Studien nach Rom entsandt, wo er 1956 an der Päpstlichen Universität Gregoriana ein Lizenziat im Fach Katholische Theologie erwarb.
Nach der Rückkehr in seine Heimat war Mascarenhas Roxo zunächst als Pfarrvikar der Pfarrei São Judas Tadeu in Jaú tätig. 1978 wurde er an der Päpstlichen Universität Gregoriana zum Doktor der Theologie im Fach Biblische Theologie promoviert. Danach lehrte er am Priesterseminar in Jacarezinho. Von 1985 bis 1989 war Paulo Antonino Mascarenhas Roxo Prior des Priorats São Norberto der Prämonstratenser in Jaú.
Papst Johannes Paul II. ernannte ihn am 18. November 1989 zum Bischof von Mogi das Cruzes. Der Apostolische Nuntius in Brasilien, Erzbischof Carlo Furno, spendete ihm am 28. Januar 1990 im Ginasio de Esportes Dr. Neves in Jaú die Bischofsweihe; Mitkonsekratoren waren Konrad Walter SAC, Koadjutorbischof von Jacarezinho, und Constantino Amstalden, Bischof von São Carlos. Sein Wahlspruch Ficai conosco Senhor („Bleibe bei uns Herr“) stammt aus Lk 24,29 . Die Amtseinführung erfolgte am 11. Februar 1990.
Auf seine Initiative hin wurde die Kirchenzeitung A Caminho gegründet. Ferner verlegte Paulo Antonino Mascarenhas Roxo aufgrund der hohen Zahl von Seminaristen das Priesterseminar Sagrado Coração de Jesus ins Centro de Convivência Tabor. 1994 organisierte er das Jugendtreffen des Lateinamerikanischen Bischofsrats (CELAM). Im Jahr 2000 wurde unter seiner Leitung die erste Diözesansynode des Bistums Mogi das Cruzes abgehalten. 2003 gründete er mit dem Colégio diocesano Paulo VI. die erste katholische Schule des Bistums. Darüber hinaus fungierte Mascarenhas Roxo als Verantwortlicher für die Familienpastoral in der Region Sul 1 der Brasilianischen Bischofskonferenz.
Am 4. August 2004 nahm Papst Johannes Paul II. seinen altersbedingten Rücktritt an. Bis zur Amtseinführung seines Nachfolgers, Airton José dos Santos, am 26. September 2004 leitete Paulo Antonino Mascarenhas Roxo das Bistum Mogi das Cruzes als Diözesanadministrator. Danach war er weiterhin als Seelsorger in der Pfarrei Cristo Rei in Mogi das Cruzes tätig. Außerdem lehrte er an der Escola de Evangelização der Comunidade Católica Palavra Viva.
Mascarenhas Roxo starb am 1. Juni 2022 im Alter von 93 Jahren im Hospital Alemão Osvaldo Cruz in São Paulo und wurde in der Krypta der Kathedrale Sant’Ana in Mogi das Cruzes beigesetzt.